# 안동생활체육공원
안동생활체육공원(安東生活體育公園, Andong Sports Park)은 대한민국 안동시에 있는 체육 시설이다. 축구 경기장 4면, 농구 경기장 1면, 롤러장 1면, 게이트볼 경기장 16면으로 조성되어 있다.

## 참고 문헌
- 《전국 공공체육 시설 현황 (2017년말 기준)》. 대한민국 문화체육관광부. 2019. 2020년 7월 16일에 원본 문서에서 보존된 문서. 2019년 6월 7일에 확인함.